# Ossicloruro di niobio
L'ossicloruro di niobio è un composto inorganico del niobio con formula chimica NbOCl3. È un solido bianco, cristallino, diamagnetico. Si trova spesso come impurità nei campioni di pentacloruro di niobio, un reagente comune nella chimica del niobio.

## Struttura

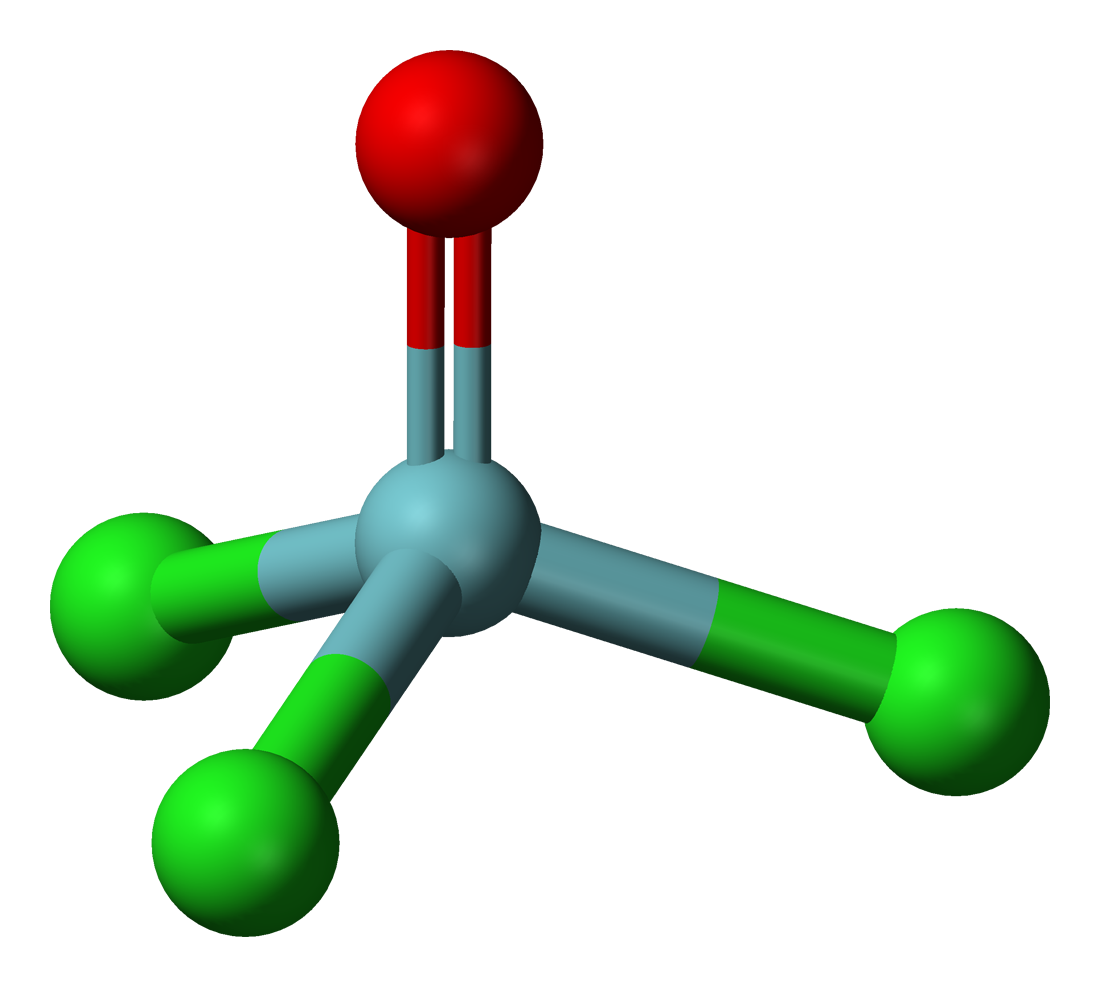
L'ossicloruro di niobio gassoso è una molecola tetraedrica.

Allo stato solido la sfera di coordinazione per il niobio è un ottaedro distorto. I legami Nb–O e i legami Nb–Cl sono disuguali. Questa struttura può essere descritta come un nucleo planare Nb2Cl6 connesso da ponti O–Nb–O. In questo modo, il composto è meglio descritto come un polimero, costituito da una catena a doppio filamento.
Nella fase gassosa sopra i 320 °C lo spettro Raman è coerente con un monomero piramidale contenente un doppio legame niobio-ossigeno

## Sintesi
L'ossicloruro di niobio viene preparato trattando il pentacloruro di niobio con ossigeno a 150 °C:
{\displaystyle {\ce {NbCl5\ +{\frac {1}{2}}O2->NbOCl3\ +\ Cl2}}}
Questa reazione viene condotta a circa 200 °C. L'ossicloruro di niobio si forma anche come principale prodotto secondario nella reazione del pentossido di niobio con vari agenti cloruranti come il tetracloruro di carbonio e il cloruro di tionile:
{\displaystyle {\ce {Nb2O5 \ + \ 3SOCl2 -> 2NbOCl3 \ + \ 3SO2}}}
o ottenuto per idrolisi:
{\displaystyle {\ce {NbCl5\ +\ H2O->NbOCl3\ +\ 2HCl}}}
È possibile ottenerlo anche facendo reagire ossido di niobio(V) e cloruro di niobio(V):
{\displaystyle {\ce {Nb2O5 \ + \ 3NbCl5 -> 5NbOCl3}}}
Anche l'ossido di niobio(V) (Nb2O5) riscaldato in un flusso di cloro a 800–850 °C fornisce ossicloruro di niobio:
{\displaystyle {\ce {2Nb2O5 \ + \ 6Cl2 -> 4NbOCl3 \ + \ 3O2}}}

## Proprietà
L'ossicloruro di niobio si presenta sotto forma di aghi incolori. Sopra i 350 °C inizia la decomposizione in niobio (V) cloruro e niobio (V) ossido. Come il corrispondente tribromuro di ossido di niobio giallo e triioduro di ossido di niobio nero, è molto sensibile all'umidità. Inizialmente nella letteratura era considerato avere una struttura cristallina tetragonale con gruppo spaziale P42/mnm (gruppo spaziale n. 136), con passi reticolari a = 1087 pm e c = 396 pm; indagini più recenti hanno portato a un gruppo spaziale non centrosimmetrico P421m (gruppo spaziale n. 113) (omissione dei piani speculari perpendicolari ai doppi filamenti). Oltre all'ossicloruro di niobio, è noto anche l'ossido di niobio dicloruro.